# Henry William Tytler
Henry William Tytler (mort à Édimbourg le 24 août 1808) est un médecin écossais, ayant un intérêt durable pour le grec et le latin.
Il a publié une édition de Callimachus en 1793 ; il est aussi le traducteur en anglais de Scévole de Sainte-Marthe en 1797.